# Segnaletica stradale in Estonia
I segnali stradali in Estonia sono regolati dal Liiklusmärkide ja teemärgiste tähendused ning nõude d fooridele  (Regolamento sulla segnaletica estone) e per ultimo aggiornati dal Tieliikenneasetuksesta (Regolamento sulla segnaletica) nel 2007.
Sono suddivisi in 6 categorie, e ciascuno ha un proprio numero di identificazione. Si suddividono in:
1. Segnali di pericolo;
2. Segnali di priorità;
3. Segnali di divieto;
4. Segnali di obbligo;
5. Segnali di regolamentazione;
6. Segnali di informazioni;
7. Segnali di servizi;
8. Pannelli integrativi.

La forma, le dimensioni ed i colori dei segnali stradali estoni sono simili a quelle della maggior parte dei corrispondenti segnali stradali russi e ciascuno di essi è classificato e catalogato con un numero proprio.
A differenza dei segnali che venivano utilizzati nel periodo sovietico, fatti su lamiera senza alcuna proprietà riflettente, i segnali stradali moderni anche in Estonia sono dotati di una pellicola riflettente o di illuminazione propria a led o con lampade ad incandescnza.

I segnali verticali sono validi per tutti gli utenti della strada a meno che l'eccezione non venga esplicitamente indicata da un pannello integrativo. Il testo riportato nei segnali è l'estone, eccezion fatta per il segnale di fermarsi e dare la precedenza che riporta la scritta STOP in inglese.

## Segnali di pericolo
In Estonia, la maggior parte dei segnali di pericolo hanno forma di un triangolo equilatero bianco con bordo rosso; sono installati a circa 50-100 metri a distanza dal pericolo indicato nei centri abitati o a 150-300 metri su strade extraurbane. Se il pericolo è ad una distanza differente da quella normativa viene utilizzato un pannello integrativo di distanza o quello di estesa per indicare per quanti metri è valido il pericolo.
| Segnale estone | Significato                                                            | Spiegazione |
|                | Passaggio a livello con barriere                                       | Segnala un passaggio a livello con barriere ed è integrato con il pannello distanziometrico a tre barre rosse. |
|                | Passaggio a livello senza barriere                                     | Segnala un passaggio a livello senza barriere ed è integrato con il pannello distanziometrico a tre barre rosse. |
|                | Incrocio con un passaggio a livello senza barriere                     | Segnala un passaggio a livello senza barriere con un solo binario, ed invita quindi i conducenti alla massima prudenza, invitandoli a fermarsi immediatamente se fossero attive le due luci rosse lampeggianti e/o il segnale acustico che indicano l'avvicinarsi del treno.   |
|                | Incrocio con un passaggio a livello senza barriere a più di un binario | Segnala un passaggio a livello senza barriere con più di un binario, ed invita quindi i conducenti alla massima prudenza, invitandoli a fermarsi immediatamente se fossero attive le due luci rosse lampeggianti e/o il segnale acustico che indicano l'avvicinarsi del treno. |
|                | Pannelli distanziometrici lato destro                                  | Indicano la distanza dal passaggio a livello o dal ponte mobile o dal molo per il quale vengono installati. Sono posti sul lato destro della carreggiata |
|                | Pannelli distanziometrici lato sinistro                                | Indicano la distanza dal passaggio a livello o dal ponte mobile o dal molo per il quale vengono installati. Sono posti sul lato sinistro della carreggiata |
|                | Attraversamento di tram                                                | Segnala attraversamento tranviario. |
|                | Intersezione con priorità a destra                                     | Presegnala un incrocio in cui vige la regola generale di dare la precedenza a destra. |
|                | Intersezione con priorità                                              | Presegnala un incrocio con una strada di minore importanza in cui si ha la precedenza sui veicoli provenienti sia da destra che da sinistra. |
|                | Intersezione in curva con priorità                                     | Presegnala un incrocio in curva con una strada di minore importanza in cui si ha la precedenza sui veicoli provenienti sia da destra che da sinistra. |
|                | Intersezione con priorità sulla strada secondaria a destra             | Presegnala un incrocio a T con una strada di minore importanza che non ha diritto di precedenza e che si immette da destra. |
|                | Intersezione a destra in curva con priorità                            | Presegnala un incrocio in curva con una strada di minore importanza in cui si ha la precedenza sui veicoli provenienti da destra. |
|                | Intersezione con priorità sulla strada secondaria a sinistra           | Presegnala un incrocio a T con una strada di minore importanza che non ha diritto di precedenza e che si immette da sinistra. |
|                | Intersezione a sinistra in curva con priorità                          | Presegnala un incrocio in curva con una strada di minore importanza in cui si ha la precedenza sui veicoli provenienti da sinistra. |
|                | Intersezione con circolazione rotatoria                                | Segnala, sulle strade urbane e extraurbane, una intersezione regolata da circolazione rotatoria. |
|                | Semaforo                                                               | Presegnala un impianto semaforico posto su strade sia urbane che extraurbane. |
|                | Sbocco su argine o molo                                                | Presegnala il pericolo di caduta in acqua. |
|                | Curva pericolosa a destra                                              | Presegnala un tratto di strada non rettilineo pericoloso per la limitata visibilità o per caratteristiche del tracciato (curva stretta a destra). |
|                | Curva pericolosa a sinistra                                            | Presegnala un tratto di strada non rettilineo pericoloso per la limitata visibilità o per caratteristiche del tracciato (curva stretta a sinistra). |
|                | Doppia curva pericolosa, la prima a destra                             | Presegnala una doppia curva, di cui la prima a destra. |
|                | Doppia curva pericolosa, la prima a sinistra                           | Presegnala una doppia curva, di cui la prima a sinistra. |
|                | Discesa pericolosa                                                     | Presegnala un tratto di strada in discesa secondo il senso di marcia. La pendenza è espressa in percentuale. |
|                | Salita ripida                                                          | Presegnala un tratto di strada in forte salita secondo il senso di marcia. La pendenza è espressa in percentuale. |
|                | Strada sdrucciolevole                                                  | Presegnala un tratto di strada che in particolari condizioni climatiche od ambientali può diventare sdrucciolevole. |
|                | Strada deformata                                                       | Segnala un tratto di strada in cattivo stato o con pavimentazione irregolare. |
|                | Cunetta                                                                | Segnala un'anomalia altimetrica concava della strada che limita la visibilità. |
|                | Dosso                                                                  | Segnala un'anomalia altimetrica convessa della strada che limita la visibilità. |
|                | Ghiaia                                                                 | Presegnala la presenza di pietrisco, di materiale minuto o granaglia che può essere proiettato a distanza o scagliato in aria dai veicoli in transito. |
|                | Solchi centrali                                                        | Presegnala un tratto di strada con solchi centrali profondi. |
|                | Scalino laterale                                                       | Presegnala un tratto di strada con uno scalino laterale cedevole. |
|                | Lavori                                                                 | Presegnala cantieri di lavori in corso, depositi temporanei di materiale, presenza di macchinari adibiti ai lavori stradali. |
|                | Strada sterrata                                                        | Presegnala un tratto di strada con pavimentazione assente. |
|                | Strettoia simmetrica                                                   | Segnala un restringimento pericoloso della carreggiata su entrambi i lati. |
|                | Strettoia asimmetrica a destra                                         | Segnala un restringimento pericoloso della carreggiata posto sul lato destro. |
|                | Strettoia asimmetrica a sinistra                                       | Segnala un restringimento pericoloso della carreggiata posto sul lato sinistro. |
|                | Doppio senso di circolazione                                           | Segnala un tratto di strada che da senso unico diventa a doppio senso. |
|                | Doppio senso di circolazione nella strada che si incrocia              | Segnala un tratto di strada a doppio senso di circolazione nella strada che si incontra. |
|                | Scalino centrale                                                       | Segnala uno scalino centrale alla carreggiata. |
|                | Attraversamento pedonale                                               | Segnala la prossimità di un attraversamento pedonale segnalato da strisce pedonali. |
|                | Pedoni                                                                 | Segnala la possibilità di incontrare pedoni lungo la carreggiata. |
|                | Bambini                                                                | Segnala luoghi frequentati da bambini, come le scuole, i giardini pubblici, i campi di gioco e simili. |
|                | Anziani                                                                | Segnala la possibilità di incontrare anziani lungo la carreggiata. |
|                | Ciclisti                                                               | Presegnala attraversamento di ciclisti contraddistinto da appositi segni sulla carreggiata. |
|                | Sciatori                                                               | Segnala la possibilità di incontrare degli sciatori che attraversano o lungo la carreggiata. |
|                | Cavalieri                                                              | Segnala la possibilità di incontrare cavalieri lungo la carreggiata. |
|                | Attraversamento di animali domestici                                   | Presegnala un tratto di strada con probabile improvvisa presenza od attraversamento di animali domestici. |
|                | Attraversamento di cavalli                                             | Presegnala un tratto di strada con probabile improvvisa presenza od attraversamento di cavalli. |
|                | Attraversamento di pecore                                              | Presegnala un tratto di strada con probabile improvvisa presenza od attraversamento di pecore. |
|                | Attraversamento di animali selvatici                                   | Presegnala un tratto di strada con probabile improvvisa presenza od attraversamento di animali selvatici. |
|                | Attraversamento di anatre                                              | Presegnala un tratto di strada con probabile improvvisa presenza od attraversamento di anatre. |
|                | Caduta massi                                                           | Presegnala il pericolo di caduta massi dalla parete rocciosa soprastante con possibile presenza di pietre sulla carreggiata. |
|                | Aerei a bassa quota                                                    | Presegnala la possibilità di improvvisi forti rumori o abbagliamenti dovuti ad aeroplani a bassa quota. |
|                | Vento trasversale                                                      | Presegnala la possibilità di forti raffiche di vento laterale. |
|                | Coda                                                                   | Presegnala un tratto di strada in cui è in atto un forte rallentamento od una coda del traffico. |
|                | Ghiaccio                                                               | Presegnala un tratto di strada con probabile formazione di ghiaccio nel periodo invernale. |
|                | Altri pericoli                                                         | Segnala un pericolo diverso da quelli indicati negli altri segnali di pericolo. |

## Segnali di priorità
I segnali di priorità forniscono informazioni od obblighi su intersezioni e la priorità vigente in essi. Hanno forma e dimensione come nella maggior parte dei Paesi europei ed hanno validità anche in corrispondenza di intersezioni semaforiche con sistema spento o non funzionante.
| Segnale estone | Significato                                        | Spiegazione |
|                | Strada con diritto di precedenza                   | Indica l'inizio di una strada il cui traffico ha diritto di precedenza.                                                                                       |
|                | Fine della strada con diritto di precedenza        | Indica la fine di una strada il cui traffico ha diritto di precedenza.                                                                                        |
|                | Dare precedenza                                    | Prescrive di dare precedenza all'incrocio. |
|                | Fermarsi e dare la precedenza                      | Prescrive l'obbligo di arrestarsi in ogni caso in corrispondenza della striscia trasversale di arresto ad un incrocio e di dare precedenza.                   |
|                | Precedenza ai veicoli provenienti in senso inverso | Prescrive di dare precedenza ai veicoli provenienti in direzione opposta in una strada a doppio senso che consente il passaggio di una sola fila di veicoli.  |
|                | Precedenza rispetto al traffico inverso            | Indica la precedenza rispetto ai veicoli provenienti in direzione opposta in una strada a doppio senso che consente il passaggio di una sola fila di veicoli. |

## Segnali di divieto
| Segnale estone | Significato                                                            | Spiegazione |
|                | Divieto di transito                                                    | Vieta a tutti i veicoli di entrare in una strada. |
|                | Transito consentito con permesso del proprietario                      | Vieta a tutti i veicoli sprovvisti di permesso del proprietario di entrare in una strada. |
|                | Transito consentito con permesso del proprietario o suo delegato       | Vieta a tutti i veicoli sprovvisti di permesso del proprietario (o di un suo delegato) di entrare in una strada. |
|                | Transito consentito con permesso del proprietario                      | Vieta a tutti i veicoli sprovvisti di permesso del proprietario di entrare in una strada, percorrendola a proprio rischio. |
|                | Divieto di circolazione per i veicoli a motore                         | Vieta il transito a tutti i veicoli a motore. |
|                | Divieto di circolazione per i mezzi destinati al trasporto merci       | Vieta il transito ai veicoli da trasporto non adibiti al trasporto di persone che pesano oltre 3,5 tonnellate. |
|                | Divieto di circolazione per gli autobus                                | Vieta il transito a tutti gli autobus. |
|                | Divieto di circolazione per le motociclette                            | Vieta il transito a tutti i veicoli a motore con due ruote. |
|                | Divieto di circolazione per le motoslitte                              | Vieta il transito alle motoslitte. |
|                | Divieto di circolazione ai mezzi a motore ed ai mezzi agricoli         | Vieta il transito a tutti i mezzi a motore, compresi quelli agricoli. |
|                | Divieto di circolazione ai mezzi agricoli                              | Vieta il transito a tutti i mezzi agricoli. |
|                | Divieto di circolazione per i rimorchi                                 | Vieta il transito a tutti i veicoli con un rimorchio che non sia un semi-rimorchio od un rimorchio ad un solo asse. |
|                | Accesso vietato ai veicoli a trazione animale                          | Vieta il transito ai veicoli a trazione animale. |
|                | Divieto di circolazione per i veicoli che trasportano merci pericolose | Vieta il transito ai veicoli che trasportano merci pericolose, come esplosivi, benzina, materie tossiche o radioattive. |
|                | Divieto di circolazione alle biciclette                                | Vieta il transito alle biciclette, ai ciclomotori e ai mini ciclomotori. |
|                | Divieto di circolazione ai ciclomotori                                 | Vieta il transito ai ciclomotori e ai mini ciclomotori. |
|                | Divieto di circolazione ai cavalieri                                   | Vieta il transito ai cavalli da sella. |
|                | Accesso vietato ai pedoni                                              | Vieta il transito ai pedoni. Il segnale si applica solamente al lato della strada dove è posto. |
|                | Divieto di accesso                                                     | Vieta di entrare in una strada accessibile invece in un altro senso. |
|                | Divieto di svoltare a destra                                           | Vieta di svoltare a destra al prossimo incrocio. |
|                | Divieto di svoltare a sinistra                                         | Vieta di svoltare a sinistra al prossimo incrocio; il segnale non proibisce l'inversione di marcia. |
|                | Divieto d'inversione                                                   | Vieta di effettuare un'inversione di marcia; il segnale non proibisce la svolta a sinistra. |
|                | Fermarsi alla dogana                                                   | Obbliga i conducenti all'arresto per i controlli doganali in prossimità delle frontiere nazionali. |
|                | Fermarsi per posto di blocco                                           | Obbliga i conducenti all'arresto ed a non procedere oltre il segnale per un posto di blocco. |
|                | Fermarsi per controlli                                                 | Obbliga i conducenti all'arresto per i controlli specificati all'interno del segnale. |
|                | Peso massimo                                                           | Vieta il transito ai veicoli aventi massa superiore a quella indicata in tonnellate al momento del transito. |
|                | Peso massimo sull'asse                                                 | Vieta il transito ai veicoli aventi sull'asse più caricato una massa superiore a quella indicata al momento del transito. |
|                | Peso massimo sulla coppia di assi                                      | Vieta il transito ai veicoli aventi sulla coppia di assi più caricata una massa superiore a quella indicata al momento del transito. |
|                | Altezza massima                                                        | Vieta il transito ai veicoli aventi altezza superiore a quella indicata in metri. |
|                | Larghezza massima                                                      | Vieta il transito ai veicoli aventi larghezza superiore a quella indicata in metri. |
|                | Lunghezza massima                                                      | Vieta il transito ai veicoli od ai complessi di veicoli di lunghezza superiore alla lunghezza indicata in metri. |
|                | Velocità massima                                                       | Indica la velocità massima in chilometri orari alla quale i veicoli possono procedere immediatamente dopo il segnale. |
|                | Divieto di sorpasso                                                    | Vieta di sorpassare altri veicoli con l'eccezione di veicoli monotraccia aventi una velocità di marcia che non superi i 30 km/h. |
|                | Divieto di sorpasso per gli autocarri                                  | Indica il divieto a tutti i veicoli, non adibiti al trasporto di persone, di massa a pieno carico superiore a 3,5 t (veicoli di categoria C), ai trattori e ai veicoli da lavoro di sorpassare altri veicoli con l'eccezione di veicoli monotraccia aventi una velocità di marcia che non superi i 30 km/h. |
|                | Distanza minima                                                        | Vieta di seguire il veicolo che precede ad una distanza inferiore a quella indicata, in metri, sul segnale. |
|                | Divieto di segnalazioni acustiche                                      | Vieta l'uso di avvisatori acustici salvo il caso di pericolo immediato o di trasporto feriti o ammalati gravi. |
|                | Divieto di fermata                                                     | Vieta la sosta e la fermata o qualsiasi temporanea sospensione della marcia ai veicoli. |
|                | Divieto di sosta                                                       | Vieta la sosta, fermata prolungata (parcheggio) ai veicoli, in quei luoghi dove per regola generale non vige tale divieto. |
|                | Divieto di sosta nei giorni pari                                       | Vieta la sosta, fermata prolungata (parcheggio) ai veicoli, in quei luoghi dove per regola generale non vige tale divieto soltanto nei giorni pari (dalle 21,00 del giorno precedente alle 19,00 del giorno interessato al divieto).                                                                        |
|                | Divieto di sosta nei giorni dispari                                    | Vieta la sosta, fermata prolungata (parcheggio) ai veicoli, in quei luoghi dove per regola generale non vige tale divieto soltanto nei giorni dispari (dalle 21,00 del giorno precedente alle 19,00 del giorno interessato al divieto).                                                                     |
|                | Fine della velocità massima                                            | Indica la fine del limite sulla velocità massima alla quale i veicoli possono procedere e ripristina il consueto limite di velocità relativo alla strada percorsa. |
|                | Fine divieto di sorpasso                                               | Indica la fine del divieto a tutti i veicoli di sorpassare i veicoli a motore diversi dai motocicli e dai ciclomotori. |
|                | Fine del divieto di sorpasso per gli autocarri                         | Indica la fine del divieto a tutti i veicoli non adibiti al trasporto di persone di massa a pieno carico oltre 3,5 t di sorpassare i veicoli a motore. |
|                | Fine dei divieti precedenti                                            | Indica il punto ove le prescrizioni precedentemente indicate cessano di essere valide. |
|                | Zona con incroci frequenti                                             | Indica una zona in cui sono frequenti gli incroci con strade laterali. |
|                | Zona a velocità limitata                                               | Indica una zona in cui la velocità è limitata a 30 km/h. |
|                | Zona con divieto di sosta e di fermata                                 | Indica una zona in cui vige il divieto di sosta e fermata. |
|                | Zona a sosta limitata in orari stabiliti                               | Vieta la sosta nella zona in corrispondenza del segnale negli orari indicati. |
|                | Zona ciclabile                                                         | Indica una zona in è vietata la circolazione di veicoli a motore e pedoni. |
|                | Zona pedonale                                                          | Indica una zona in è vietata la circolazione di veicoli a motore o di biciclette. |
|                | Zona di parcheggio                                                     | Indica una zona destinata a parcheggio autorizzato. Consente la sosta a tempo indeterminato salvo indicazioni differenti. |
|                | Zona a sosta e velocità limitate                                       | Indica una zona in cui la velocità è limitata a 30 km/h e vige il divieto di sosta. |
|                | Zona a velocità limitata                                               | Indica una zona in cui la velocità è limitata a 30 km/h e non vige più il divieto di sosta. |
|                | Fine della zona con incroci frequenti                                  | Indica il termine della zona in cui sono frequenti gli incroci con strade laterali. |
|                | Fine zona a velocità limitata                                          | Indica la fine di una zona con velocità limitata. |
|                | Fine della zona con divieto di sosta e di fermata                      | Indica la fine della zona in cui vige il divieto di sosta e fermata. |
|                | Fine della zona con sosta limitata                                     | Indica la fine della zona con sosta limitata. |
|                | Fine della zona ciclabile                                              | Indica la fine della zona in è vietata la circolazione di veicoli a motore e pedoni. |
|                | Fine zona pedonale                                                     | Indica la fine di una zona pedonale. |
|                | Fine della zona di parcheggio                                          | Indica la fine della zona destinata a parcheggio autorizzato. |
|                | Fine della zona a sosta e velocità limitate                            | Indica la fine della zona in cui la velocità è limitata a 30 km/h e vige il divieto di sosta. |

## Segnali di obbligo
| Segnale estone | Significato                                             | Spiegazione |
|                | Direzione obbligatoria dritto                           | Indica che la sola direzione consentita al conducente è quella di andare dritta. |
|                | Preavviso di direzione obbligatoria a destra            | Preavvisa che la sola direzione consentita al conducente è quella di andare a destra. |
|                | Direzione obbligatoria a destra                         | Indica che la sola direzione consentita al conducente è quella di andare a destra. |
|                | Preavviso di direzione obbligatoria a sinistra          | Preavvisa che la sola direzione consentita al conducente è quella di andare a sinistra. |
|                | Direzione obbligatoria a sinistra                       | Indica che la sola direzione consentita al conducente è quella di andare a sinistra. |
|                | Circolare diritto o svoltare a destra                   | Direzioni consentite a dritto ed a destra. |
|                | Circolare diritto o svoltare a sinistra                 | Direzioni consentite a dritto ed a sinistra. |
|                | Svoltare a destra o a sinistra                          | Direzioni obbligatorie a destra ed a sinistra. |
|                | Passaggio obbligatorio a destra                         | Obbliga i conducenti a passare a destra dell'ostacolo come un cantiere, uno spartitraffico, un salvagente o un'isola di traffico.                                                               |
|                | Passaggio obbligatorio a sinistra                       | Obbliga i conducenti a passare a sinistra dell'ostacolo come un cantiere, uno spartitraffico, un salvagente o un'isola di traffico.                                                             |
|                | Passaggio obbligatorio a destra o sinistra              | Obbliga i conducenti a passare a destra o a sinistra dell'ostacolo come un cantiere, uno spartitraffico, un salvagente o un'isola di traffico.                                                  |
|                | Intersezione con percorso rotatorio obbligato           | Indica ai conducenti l'obbligo di circolare nel verso antiorario indicato dalle frecce attorno all'area di rotazione. È posto subito prima di una piazza dove si svolge circolazione rotatoria. |
|                | Strada per biciclette                                   | Indica l'inizio di un percorso riservato alle biciclette. |
|                | Strada pedonale                                         | Indica un percorso riservato ai pedoni. |
|                | Pista ciclabile contigua al marciapiede                 | Indica una pista ciclabile contigua al marciapiede. |
|                | Percorso misto pedonale e ciclabile                     | Indica un percorso misto pedonale e ciclabile. |
|                | Percorso per cavalli da sella                           | Indica un percorso per cavalli da sella. |
|                | Percorso per motoslitte                                 | Indica un percorso per motoslitte. |
|                | Obbligo di catene o pneumatici da neve                  | Obbliga i conducenti degli autoveicoli ad avere montate le catene o gli pneumatici da neve. |
|                | Fine della strada per biciclette                        | Indica la fine del percorso riservato alle biciclette. |
|                | Fine della strada pedonale                              | Indica la fine del percorso riservato ai pedoni. |
|                | Fine della pista ciclabile contigua al marciapiede      | Indica la fine della pista ciclabile contigua al marciapiede. |
|                | Fine del percorso misto pedonale e ciclabile            | Indica la fine della percorso misto pedonale e ciclabile. |
|                | Fine del percorso per cavalli da sella                  | Indica la fine del percorso per cavalli da sella. |
|                | Fine del percorso per motoslitte                        | Indica la fine del percorso per motoslitte. |
|                | Fine dell'obbligo di catene o pneumatici da neve        | Indica la fine dell'obbligo per i conducenti degli autoveicoli di avere montate le catene o gli pneumatici da neve.                                                                             |
|                | Velocità minima                                         | Vieta ai conducenti di procedere ad una velocità inferiore a quella indicata. |
|                | Fine della velocità minima                              | Indica la fine della validità del limite minimo di velocità. |
|                | Direzione obbligatoria per veicoli con merci pericolose | Indica che la sola direzione consentita al conducente di mezzi con merci pericolose è quella di andare ove indicato dalla freccia.                                                              |

## Segnali di regolamentazione
| Segnale estone | Significato                                              | Spiegazione |
|                | Autostrada                                               | Indica l'inizio di un'autostrada. |
|                | Fine dell'autostrada                                     | Indica la fine di un'autostrada. |
|                | Senso unico                                              | Segnala il termine del doppio senso di circolazione all'interno di una carreggiata.                                                                                             |
|                | Fine del senso unico                                     | Segnala il termine del senso unico di circolazione all'interno di una carreggiata.                                                                                              |
|                | Senso unico                                              | Segnala il termine del doppio senso di circolazione all'interno di una carreggiata; è posto parallelamente al senso di marcia.                                                  |
|                | Corsia di instradamento dei veicoli                      | Indica che i veicoli sulla corsia devono procedere nella direzione indicata dalla freccia.                                                                                      |
|                | Fine della corsia di instradamento dei veicoli           | Indica che i veicoli sulla corsia devono procedere nella direzione indicata dalla freccia.                                                                                      |
|                | Corsia riservata agli autobus                            | Indica che una corsia di marcia in senso opposto a quello abituale è riservata alla circolazione di autobus.                                                                    |
|                | Fine della corsia riservata agli autobus                 | Indica la fine della corsia riservata alla circolazione di autobus. |
|                | Utilizzo delle corsie in strada extraurbana              | Indica la canalizzazione che si ha lungo la strada extraurbana. |
|                | Utilizzo delle corsie in strada urbana                   | Indica la canalizzazione che si ha lungo la strada urbana. |
|                | Utilizzo delle corsie su strada extraurbana              | Indica l'uso delle corsie lungo la strada extraurbana. |
|                | Utilizzo delle corsie su strada urbana                   | Indica l'uso delle corsie lungo la strada urbana. |
|                | Aumento delle corsie disponibili su strada extraurbana   | Indica un aumento delle corsie disponibili con un'eventuale limitazione al transito o di velocità su una di esse su strada extraurbana.                                         |
|                | Aumento delle corsie disponibili su strada urbana        | Indica un aumento delle corsie disponibili con un'eventuale limitazione al transito o di velocità su una di esse su strada urbana.                                              |
|                | Riduzione delle corsie disponibili su strada extraurbana | Indica una riduzione delle corsie disponibili su strada extraurbana. |
|                | Riduzione delle corsie disponibili su strada urbana      | Indica una riduzione delle corsie disponibili su strada urbana. |
|                | Riduzione delle corsie disponibili provvisoria           | Indica una riduzione provvisoria delle corsie disponibili. |
|                | Fermata di autobus o filobus                             | Segnala una fermata di autobus o filobus. |
|                | Fermata di tram                                          | Segnala una fermata di tram. |
|                | Parcheggio riservato ai taxi                             | Segnala un parcheggio riservato ai taxi. |
|                | Passaggio pedonale                                       | Indica un attraversamento pedonale non regolato da semaforo e non in corrispondenza di un incrocio stradale.                                                                    |
|                | Sottopassaggio pedonale                                  | Indica un sottopassaggio pedonale. |
|                | Rampa pedonale in discesa                                | Indica una rampa pedonale in discesa. |
|                | Cavalcavia pedonale                                      | Indica un cavalcavia pedonale. |
|                | Rampa pedonale in salita                                 | Indica una rampa pedonale in salita. |
|                | Inversione di marcia consentita                          | Segnala la possibilità di effettuare un'inversione di marcia. |
|                | Strada senza uscita                                      | Indica una strada senza uscita per tutti i veicoli. |
|                | Preavviso di strada senza uscita                         | Preavvisa una strada senza uscita per tutti i veicoli. |
|                | Preavviso di strada senza uscita                         | Preavvisa una strada senza uscita per tutti i veicoli. |
|                | Velocità consigliata                                     | Indica la velocità consigliata nel tratto di strada. |
|                | Piazzuola di emergenza in galleria                       | Indica la presenza di una piazzuola per la sosta di emergenza all'interno di una galleria.                                                                                      |
|                | Velocità controllata                                     | Indica un tratto di strada con controllo automatico della velocità |
|                | Strada a doppio senso di circolazione                    | Segnala che la strada su cui è posto il segnale è a doppio senso di circolazione e che quindi è possibile effettuare manovre di inversione del senso di marcia.                 |
|                | Fine della strada a doppio senso di circolazione         | Segnala che la strada su cui è posto il segnale non è più a doppio senso di circolazione e che quindi non è più possibile effettuare manovre di inversione del senso di marcia. |
|                | Centro abitato                                           | Indica l'inizio di un centro abitato. |
|                | Fine del centro abitato                                  | Indica la fine di un centro abitato. |
|                | Strada residenziale                                      | Indica l'inizio di una zona residenziale. |
|                | Fine della strada residenziale                           | Indica la fine di una zona residenziale. |
|                | Parcheggio                                               | Indica un parcheggio autorizzato. Consente la sosta a tempo indeterminato salvo indicazioni differenti.                                                                         |
|                | Parcheggio di interscambio                               | Indica un parcheggio di interscambio con autobus. |
|                | Disabili                                                 | Indica che la prescrizione è riservata alle persone con disabilità. |
|                | Disposizione dei posti auto                              | Indicano la disposizione dei posti auto. |
|                | Disco orario                                             | Indica che la sosta è consentita con l'esposizione del disco orario e nel limite temporale indicato.                                                                            |
|                | Sosta a pagamento                                        | Indica che la sosta è consentita con pagamento dell'apposito parcometro negli orari indicati.                                                                                   |
|                | Fine sosta a pagamento                                   | Indica che è terminato il tratto di strada con sosta consentita con pagamento dell'apposito parcometro negli orari indicati.                                                    |
|                | Galleria                                                 | Indica l'inizio di una galleria stradale. |
|                | Fine galleria                                            | Indica la fine della galleria stradale. |
|                | Arresto                                                  | Indica la linea di arresto in un incrocio o altro punto in cui è obbligatorio l'arresto                                                                                         |

## Segnali di informazione
| Segnale estone | Significato                                                      | Spiegazione |
|                | Guida del traffico                                               | Indica il percorso da seguire per pervenire in una via.                                                                                |
|                | Presegnalazione di incrocio                                      | Indica le direzioni raggiungibili alprossimo incrocio che si andrà a raggiungere.                                                      |
|                | Presegnalazione di incrocio con limitazioni                      | Indica le direzioni raggiungibili alprossimo incrocio che si andrà a raggiungere, con una strada avente delle limitazioni al transito. |
|                | Indicatore di direzione annunciante una deviazione per categorie | Indica che la strada principale è chiusa a determinate categorie ed è in vigore una deviazione.                                        |
|                | Presegnalazione di direzioni su strada extraurbana               | Indica le direzioni raggiungibili al prossimo incrocio su strada extraurbana.                                                          |
|                | Presegnalazione di direzioni per luogo turistico                 | Indica la direzione da seguire per il luogo turistico indicato.                                                                        |
|                | Segnale di conferma                                              | Indica le distanze ai prossimi centri abitati.                                                                                         |
|                | Limiti di velocità generali                                      | Indica i limiti generali di velocità presenti nello Stato, validi per le autovetture. È posto in prossimità delle frontiere.           |
|                | Progressiva chilometrica                                         | Indica la progressiva chilometrica della strada in oggetto.                                                                            |
|                | Numero strada nazionale                                          | Identifica una strada nazionale. |
|                | Numero strada secondaria                                         | Identifica una strada secondaria |
|                | Numero strada europea                                            | Identifica una strada europea. |
|                | Indicatore di direzione per autocarri                            | Indica indica la direzione che devono prendere gli autocarri.                                                                          |
|                | Indicatore di direzione avanzato annunciante una deviazione      | Indica che la strada principale è chiusa al traffico ed è in vigore una deviazione.                                                    |
|                | Corsia chiusa per lavori                                         | Indica una chiusura di una carreggiata a causa di lavori e l'immissione obbligatoria in quella opposta.                                |
|                | Rientro in corsia                                                | Indica il rientro in corsia. |
|                | Indicatore di direzione per deviazione                           | Indica le direzioni raggiungibili o il percorso da seguire in seguito ad una deviazione.                                               |
|                | Indicatore di direzione per pedoni per deviazione                | Indicano ai pedoni il percorso da seguire in seguito ad una deviazione.                                                                |
|                | Pannelli delineatori per curve                                   | Indicano l'andamento della curva presso cui sono posizionati.                                                                          |
|                | Ostacolo                                                         | Indicano e segnalano un ostacolo lungo i bordi o al centro della carreggiata o di un'isola spartitraffico.                             |

## Segnali per servizi
| Segnale estone | Significato                 | Spiegazione                                                                                                  |
|                | Pronto soccorso             | Indica la presenza di un pronto soccorso.                                                                    |
|                | Polizia stradale            | Indica la presenza di un posto di polizia stradale.                                                          |
|                | Informazioni                | Indica la presenza di un posto di informazioni.                                                              |
|                | Telefono                    | Indica un telefono pubblico.                                                                                 |
|                | Radio informazioni stradali | Indica la frequenza sulla quale si possono ricevere notizie sullo stato del traffico.                        |
|                | Attrazione turistica        | Indica un'attrazione turistica.                                                                              |
|                | Ufficio doganale            | Indica un ufficio per l'espletamento delle pratiche doganali.                                                |
|                | Rifornimento                | Indica la presenza di un posto di rifornimento e la sua eventuale distanza.                                  |
|                | Assistenza meccanica        | Indica la presenza di un'officina di riparazioni, la sua eventuale distanza e la direzione per raggiungerla. |
|                | Autolavaggio                | Indica la presenza di un posto per il lavaggio delle auto.                                                   |
|                | Parcheggio coperto          | Indica la presenza di un parcheggio coperto per la autovetture.                                              |
|                | Ristorante                  | Indica la presenza di un ristorante.                                                                         |
|                | Bar                         | Indica la presenza di un bar.                                                                                |
|                | Albergo-motel               | Indica la presenza di un albergo o un motel.                                                                 |
|                | Bagni pubblici              | Indica la presenza di servizi igienici pubblici.                                                             |
|                | Bagni chimici               | Indica la presenza di servizi igienici chimici.                                                              |
|                | Ostello della gioventù      | Indica un ostello della gioventù.                                                                            |
|                | Campeggio                   | Indica un campeggio.                                                                                         |
|                | Bungalow                    | Indica un campeggio con bungalow.                                                                            |
|                | Terreno per roulotte        | Indica un terreno per roulotte.                                                                              |
|                | Area pic-nic                | Indica la presenza di un'area pic-nic.                                                                       |
|                | Percorso per escursionisti  | Indica la presenza di un percorso per escursionisti.                                                         |
|                | Luogo di balneazione        | Indica la presenza di un luogo in cui è possibile esercitare la balneazione (piscina o spiaggia).            |
|                | Area di pesca               | Indica la presenza di un luogo in cui è possibile esercitare la pesca.                                       |
|                | Stadio                      | Indica la presenza di uno stadio.                                                                            |
|                | Campo da golf               | Indica la presenza di un campo da golf.                                                                      |
|                | Maneggio                    | Indica la presenza di un maneggio.                                                                           |

## Pannelli integrativi
| Segnale estone | Significato                            | Spiegazione |
|                | Distanza                               | Indica la distanza alla prescrizione indicata. |
|                | Distanza a lato                        | Indica la distanza alla prescrizione indicata sul lato indicato.                                                                                  |
|                | Distanza allo STOP                     | Indica la distanza al segnale di fermarsi e dare precedenza.                                                                                      |
|                | Estesa                                 | Indica per quanti metri o chilometri il segnale a cui si riferisce è valido.                                                                      |
|                | Estesa dal punto                       | Indica per quanti metri o chilometri il segnale a cui si riferisce è valido.                                                                      |
|                | Continua e fine                        | Indicano la continuazione e la fine di una prescrizione.                                                                                          |
|                | Inizio, continua e fine                | Indicano l'inizio, la continuazione e la fine di una prescrizione in orizzontale.                                                                 |
|                | Andamento della strada principale      | Indica l'andamento della strada principale. |
|                | Categorie di veicoli                   | Indica che l'indicazione è riferita alla categoria di veicoli indicata.                                                                           |
|                | Sabato, domenica e giorni festivi      | Indica che il segnale a cui il pannello integrativo si riferisce è valido nei giorni di sabato, domenica o nei festivi.                           |
|                | Giorni feriali                         | Indica che il segnale a cui il pannello integrativo si riferisce è valido nei giorni feriali.                                                     |
|                | Giorni                                 | Indica che il segnale a cui il pannello integrativo si riferisce è valido nei giorni indicati.                                                    |
|                | Validità                               | Indica che il segnale a cui il pannello integrativo si riferisce è valido nelle ore indicate.                                                     |
|                | Validità il sabato, domenica e festivi | Indica che il segnale a cui il pannello integrativo si riferisce è valido nelle ore indicate nei giorni di sabato, domenica o nei giorni festivi. |
|                | Validità nei giorni feriali            | Indica che il segnale a cui il pannello integrativo si riferisce è valido nelle ore indicate dei giorni feriali.                                  |
|                | Validità nei giorni indicati           | Indica che il segnale a cui il pannello integrativo si riferisce è valido nelle ore indicate dei giorni indicati.                                 |
|                | Disposizione dei posti auto            | Indicano la disposizione dei posti auto. |
|                | Motore spento                          | Indica che il posteggio per cui il pannello integrativo si riferisce è da effettuare mantenendo il motore spento.                                 |
|                | Pedaggio                               | Indica che è necessario un pedaggio per percorrere la strada lungo cui il segnale è posto.                                                        |
|                | Sosta a pagamento                      | Indica che la sosta è consentita con pagamento dell'apposito parcometro negli orari indicati.                                                     |
|                | Disco orario                           | Indica che la sosta è consentita con l'esposizione del disco orario e nel limite temporale indicato.                                              |
|                | Disabili                               | Indica che la prescrizione è riservata alle persone con disabilità.                                                                               |
|                | Ispezione dei veicoli                  | Indica che l'officina o il posto di riparazione è attrezzato per l'ispezione tecnica dei veicoli.                                                 |
|                | Peso                                   | Indica il peso specifico per il segnale a cui si riferisce.                                                                                       |
|                | Segnale di corsia                      | Indica la corsia sulla quale è installato il segnale. Viene utilizzato in segnali installati a ponte sopra la carreggiata.                        |
|                | Ipovedenti                             | Indica che la prescrizione è riservata alle persone ipovedenti.                                                                                   |
|                | Pioggia                                | Indica che l'indicazione od il pericolo per il quale viene installato è valido in caso di pioggia.                                                |
|                | Neve o ghiaccio                        | Indica che l'indicazione od il pericolo per il quale viene installato è valido in caso di neve o ghiaccio.                                        |
|                | Altezza fili elettrici                 | Indica l'altezza alla quale sono posti i cavi elettrici in corrispondenza di un passaggio a livello.                                              |
|                | Possibilità di tamponamento            | Indica un'elevata possibilità di tamponamento del veicolo che precede.                                                                            |
|                | Eccezione                              | Indica che la prescrizione alla quale il segnale si riferisce non è valida per la categoria di veicoli indicata.                                  |